# ワン・スウィート・デイ
「ワン・スウィート・デイ」（One Sweet Day）は、 マライア・キャリーとボーイズIIメンの4人によって録音され、またマライア、ウォルター・アファナシエフ、ウォンヤ・モリス、ネイザン・モリス、ショーン・ストックマン、マイケル・マッケリーによって製作された楽曲。この楽曲はマライアの6作目のスタジオ・アルバム『デイドリーム』のためにマライアとウォルターによってプロデュースされ、アルバムからのセカンド・シングルとして1995年にリリースされた。

## 解説
この楽曲は、アメリカ合衆国のチャート組織ビルボードの総合シングルチャートBillboard Hot 100にて初登場1位、更に16週連続で1位を記録し、ロングランヒットとなった。このHot 100 16週連続1位は、2019年にリル・ナズ・Xの「オールド・タウン・ロード」に破られるまで、ルイス・フォンシとダディー・ヤンキーの「Despacito」と並びビルボード史上歴代最長記録であった。
マライアとボーイズIIメンのアメリカ合衆国における互いの音楽キャリアの中でも、ビッグ・ヒットいわゆる代表曲として数えられる楽曲のひとつとなった。 また90年代の音楽界を代表する曲であり、米ビルボードが発表した90年代(90年から99年)に最もヒットした楽曲の1位に選ばれている。
ビルボードの発表した「Billboard's Greatest Songs of all time」では、この楽曲は29位に選ばれている。

## レコーディングと背景
「ワン・スウィート・デイ」は、1991年に亡くなったプロデューサー兼C+Cミュージック・ファクトリーのメンバーデヴィッド・コール並びにマライアのお気に入りのギタリストであるデフ・レパードのギタリスト、スティーヴ・クラークの二人の故人にインスパイアされている。また、ブレーンストーミングをしている際、ボーイズIIメンがライヴ・ツアーの最中に殺害され亡くなった彼らのマネージャーに当てた追悼のための楽曲を製作していることを知ったマライアは彼らに共同で楽曲製作をすることを持ちかけた。その提案をボーイズIIメンが承諾したことにより、こうして製作段階の2つの楽曲が合わさり、「ワン・スウィート・デイ」が生まれた。

## リミックスとその他のヴァージョン
この楽曲には著名なリミックスは存在しないが、チャック・トンプソンがプロデュースした「ワン・スウィート・デイ」(Chucky's remix)というR&B調のリミックスが存在する。また、"Sweet a cappella"として知られる、わずかにヴォーカルをアレンジしイントロにも手を加えたオフィシャル・アカペラヴァージョンが存在する。

## ミュージック・ビデオ
この楽曲のミュージック・ビデオは、ラリー・ジョーダンが監督を務めている。ビデオは、マライアとボーイズIIメンの4人の録音スタジオでのレコーディング風景で構成されている。

## 規格と収録曲
アメリカ合衆国・CDマキシ・シングル (44K 78075)
1. ワン・スイート・デイ (Album Version)
2. ワン・スイート・デイ (Sweet A Cappella)
3. ワン・スイート・デイ (A Cappella)
4. ワン・スイート・デイ (Chucky's Remix)
5. ワン・スイート・デイ (Live Version)
6. ファンタジー (Def Drums Mix)

イギリス・CDマキシ・シングル (6626035)
1. ワン・スイート・デイ (album version)
2. ファンタジー (Def Drums mix)
3. もろびとこぞりて (Celebration mix)
4. もろびとこぞりて (Club mix)

ヨーロッパ・CDシングル
1. ワン・スイート・デイ (Album Version)
2. ワン・スイート・デイ (Live Version)

ヨーロッパ・CDマキシ・シングル
1. ワン・スイート・デイ (Album Version)
2. ワン・スイート・デイ (Sweet A Cappella)
3. ワン・スイート・デイ (A Cappella)
4. ワン・スイート・デイ (Chucky's Remix)
5. ワン・スイート・デイ (Live Version)

日本・CDマキシ・シングル (SRDS-8304)
1. ワン・スイート・デイ (Album Version)
2. ワン・スイート・デイ (Live Version)
3. オープン・アームズ (Album Version)

デジタルEP
1. ワン・スウィート・デイ (Chucky's Remix) - 4:51
2. ワン・スウィート・デイ (Sweet A Cappella) - 4:52
3. ワン・スウィート・デイ (A Cappella) - 4:49
4. ワン・スウィート・デイ (Live at Madison Square Garden) - 5:09

## チャート成績
| チャート（1995年）               | 最高順位 |
| -------------------------------- | -------- |
| アメリカ（Billboard Hot 100）    | 1        |
| イギリス（全英シングルチャート） | 6        |